# 오시바 겐지
오시바 겐지(일본어: 大柴 健二, 1973년 11월 19일~)는 일본의 축구 선수이다.

## 구단 경력
1996년 J1리그의 우라와 레즈에 입단했다. 1999년후 J2리그에 강등했다. 2000년 J2리그 준우승으로 J1리그로 승격했다. 2000년까지 124경기에 출전하여, 27득점을 넣었다. 2001년 J1리그의 세레소 오사카로 이적했다. 2001년후 J2리그에 강등했다. 2002년 8월부터 2003년까지 가시와 레이솔와 요코하마 FC에서 뛰었다. 2003년후 현역 은퇴.